# TuxMath
TuxMath (abreviado de Tux, of Math Command) é um videogame de estilo arcade de código aberto para a aprendizagem de aritmética, inicialmente criado para o sistema operacional Linux. A mecânica do jogo é livremente baseada na do jogo Missile Command, mas com cometas caindo em cidades, ao invés de mísseis. Assim como em Missile Command, os jogadores tentam proteger suas cidades, mas ao invés de usar uma mira controlada pelo mouse, é necessário resolver problemas matemáticos exibidos em cada cometa, o que faz com que um disparo de laser os destrua. Desde a versão 1.7.0, o jogo também inclui um modo multijogador e uma atividade de fatoração de frações, chamada Factoroids.
Por fim, as imagens da cidade foram substituídas por iglus, para combinar com o tema ártico do Tux, o pinguim do Linux, que é o protagonista do jogo. (A primeira versão interna do jogo foi lançada por seu desenvolvedor inicial, Bill Kendrick, em setembro de 2001, dias antes dos ataques de 11 de setembro de 2001. Ficou decidido que as imagens de prédios explodindo já não eram adequadas.)

## Recursos
- Suporte multiusuário (útil para escolas)
- Tutoriais na tela
- Tabela de pontuações mais altas
- Modo de treinamento - mais de 50 lições empacotadas que variam da simples digitação de números até todas as quatro operações aritméticas elementares com números negativos e questões de "número ausente" (por exemplo: "3 x ? = 12")
- Suporte multiplataforma (Linux, Windows, Mac OS X, BeOS)
- Localização para mais de trinta idiomas.
- Suporta modo de multijogadores pela rede local.
- Missões ou tarefas.
- Factoroids: clone do videogame clássico da Atari "Asteroids", modificado para ser uma atividade para treinar fatoração.

## Distribuição
O TuxMath está incluído em numerosas distribuições de Linux, incluindo na variação Edubuntu, do sistema operacional Ubuntu. Ele está incluído como um jogo no ASUS Eee PC.. Foi também incluído no aparelho de PVR 721 da Dish Network.

## Utilização em escolas
Várias escolas utilizam o TuxMath. Ele é mencionado em boletins informativos escolares, educacionais, sites de softwares e publicações, frequentemente junto a outros softwares educacionais de código aberto.